# Маржец, Рышард
Рышард Маржец (пол. Ryszard Marzec, 26 декабря 1931, Гнезно, Польша — 30 июня 1972, Познань, Польша) — польский хоккеист (хоккей на траве), полузащитник.

## Биография
Рышард Маржец родился 26 декабря 1931 года в польском городе Гнезно.
Окончил профессионально-техническое училище, получив специальность электрика.
Играл в хоккей на траве за «Стеллу» из Гнезно (1945—1952), ОВКС из Вроцлава и ЦВКС из Варшавы (1952—1954, во время службы в армии), ОВКС из Познани (1955—1956) и «Грюнвальд» из Познани (1957—1970). Восемь раз становился чемпионом Польши в 1948—1951, 1953—1955 и 1963 годах.
В 1952 году вошёл в состав сборной Польши по хоккею на траве на Олимпийских играх в Хельсинки, занявшей 6-е место. Играл на позиции полузащитника, провёл 5 матчей, забил (по имеющимся данным) 1 мяч в ворота сборной ФРГ.
В 1960 году вошёл в состав сборной Польши по хоккею на траве на Олимпийских играх в Риме, занявшей 12-е место. Играл на позиции полузащитника, провёл 4 матча, мячей не забивал.
В 1950—1965 годах провёл 60 матчей за сборную Польши, забил 4 мяча. В 1952—1965 годах был капитаном сборной. Самый яркий в карьере поединок провёл в составе польской сборной 13 августа 1955 года против сборной Индии: поляки проиграли 3:4, но Маржец оформил хет-трик.
В 1970 году был признан лучшим хоккеистом на траве за 25 лет существования Польской Народной Республики. Заслуженный мастер спорта Польши.
Умер 30 июня 1972 года в польском городе Познань.

## Семья
Отец — Алоис Маржец, мать — Катаржина Маржец (ур. Пастернак).
Был женат на Аниеле Левандовской, имел двоих сыновей — Анджея и Яцека.

## Память
Имя Рышарда Маржеца выбито на мемориальной доске, посвящённой олимпийцам Гнезно.